# صموئيل دانا (سياسي)
صموئيل دانا (بالإنجليزية: Samuel Dana)‏ هو محامي وقاضي وسياسي أمريكي، ولد في 14 يناير 1739، وتوفي في 1 أبريل 1798. انتخب عضو مجلس ولاية نيوهامبشير.